# Сырковщина
Сырковщина (укр. Сирківщина) — село на Украине, находится в Овручском районе Житомирской области.
Код КОАТУУ — 1824287904. Население по переписи 2001 года составляет 64 человека. Почтовый индекс — 11131. Телефонный код — 4148. Занимает площадь 0,433 км².

## Адрес местного совета
11131, Житомирская область, Овручский р-н, с.Хлупляны